# Comuna Tivat
Comuna Tivat (în muntenegreană Opština Tivat) este o diviziune administrativă de ordinul întâi din Muntenegru. Reședința sa este orașul Tivat.